# Rickenbacker 325
Rickenbacker 325 — первая электрогитара с полуакустическим корпусом из серии Capri, выпущенная в 1958 году компанией Rickenbacker.

## Обзор
Гитара была разработана Роджером Россмайзлом, гитарным мастером из семьи немецких производителей инструментов. Серийные модели имели короткую мензуру 20 + 3/4 дюйма (530 мм), точечные вставки на грифе и небольшой корпус (шириной 12 + 3/4 дюйма [320 мм]). Корпус полуакустический с резонаторным отверстием под углом на 2 часа (хотя в переизданиях резонатор отсутствует, в стиле инструмента Леннона) и имеет вырезы в стиле «полумесяца». В настоящее время эта серия доступна только в форме переиздания «C». Гитара получила широкую известность благодаря тому, что Джон Леннон использовал 325-ю модель в первые годы существования The Beatles. Модель Леннона 1958 года была одной из первых выпущенных партий и имеет предсерийную особенность — цельный верх без резонаторного отверстия. Все последующие мелкосерийные Rickenbackers 300-й серии (310, 315, 320, 325) до конца 1970-х годов имели резонаторные отверстия.

## Известные владельцы
- Джон Леннон регулярно играл на 325-й модели и её различных вариациях на протяжении 1960-х (включая 12-струнную, сделанную в соответствии с его вторым 325-м)[1]. Реплика Леннона 325 доступна в качестве гитарного контроллера для видеоигры The Beatles: Rock Band[2]. С годами 325-я модель стала символом Джона Леннона[3].

- Сюзанна Хоффс из The Bangles играла на 325 и ее полноразмерном варианте, модели 350 (Хоффс даже получила свою собственную именную версию в 350 серии)[4].

- Джон Фогерти играл на модифицированном Fireglo 325 во многих песнях Creedence Clearwater Revival и на живых выступлениях группы, включая фестиваль Вудсток 1969 года[5]. Фогерти модифицировал свою модель, добавив к ней хамбакер Gibson.

- Морис Гибб из Bee Gees использовал 325-ю модель на всех концертах группы с конца 1980-х до 2003 года.

- Мультиинструменталист Тутс Тилеманс регулярно играл на гитарах Rickenbacker. Именно его привязанность к модели Combo 400 вдохновила Джона Леннона, поклонника Тилеманса, взять в руки этот инструмент. Кстати, на фотографии Тилеманса на выставке в США в 1958 году изображена модель 325, которая, вероятно, была той самой гитарой, которую Леннон позже купил в Гамбурге[6][7].
- Егор Летов, на большей части концертов 2005-2008 годов играл на 325 модели. Он приобрел ее, вдохновившись звучанием The Byrds.

## Галерея

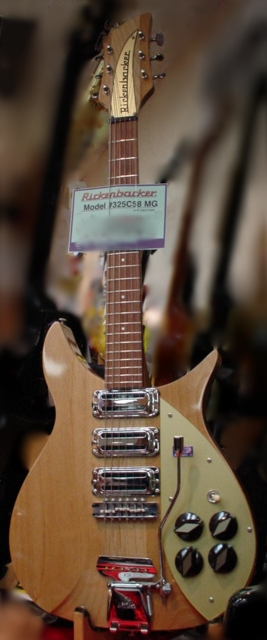
325C58 MG Реплика модели 1958 года, на которой играл Джон Леннон.
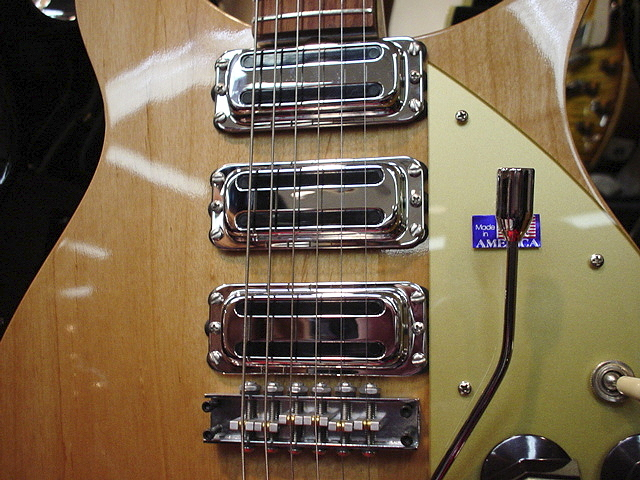
325C58 MG (звукосниматели крупным планом).
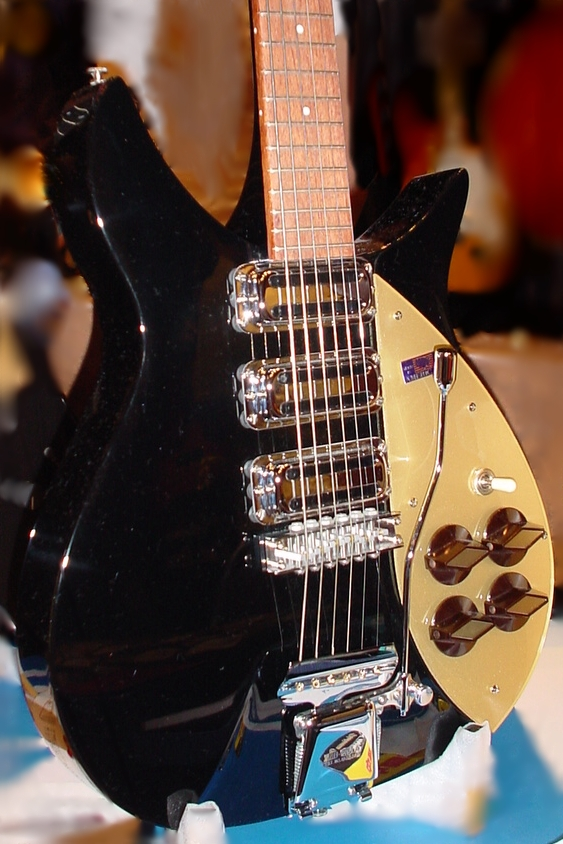
325C58 JG Реплика ещё одной модели 1958 года, которую использовал Джон Леннон.